# Terraced Tower
De Terraced Tower is een 110 meter hoog woongebouw aan de Boompjes te Rotterdam. Het gebouw is opgeleverd op 1 juli 2021 en is ontworpen door architectenbureau OZ Architect. Het is gebouwd op de plaats van een voormalig kantoorgebouw van Erasmus Verzekeringen. 

## Indeling
Het gebouw bevat 344 woningen, waarvan 258 woningen zijn bestemd voor de verhuur en 86 woningen zijn koopappartementen. Hiernaast beschikt het gebouw over een tweelaagse parkeergarage met 212 parkeerplekken en is er een fietsenstalling voor 688 fietsen. In de plint van het gebouw zijn bedrijven en horeca gevestigd, waaronder sterrenrestaurant Fred.

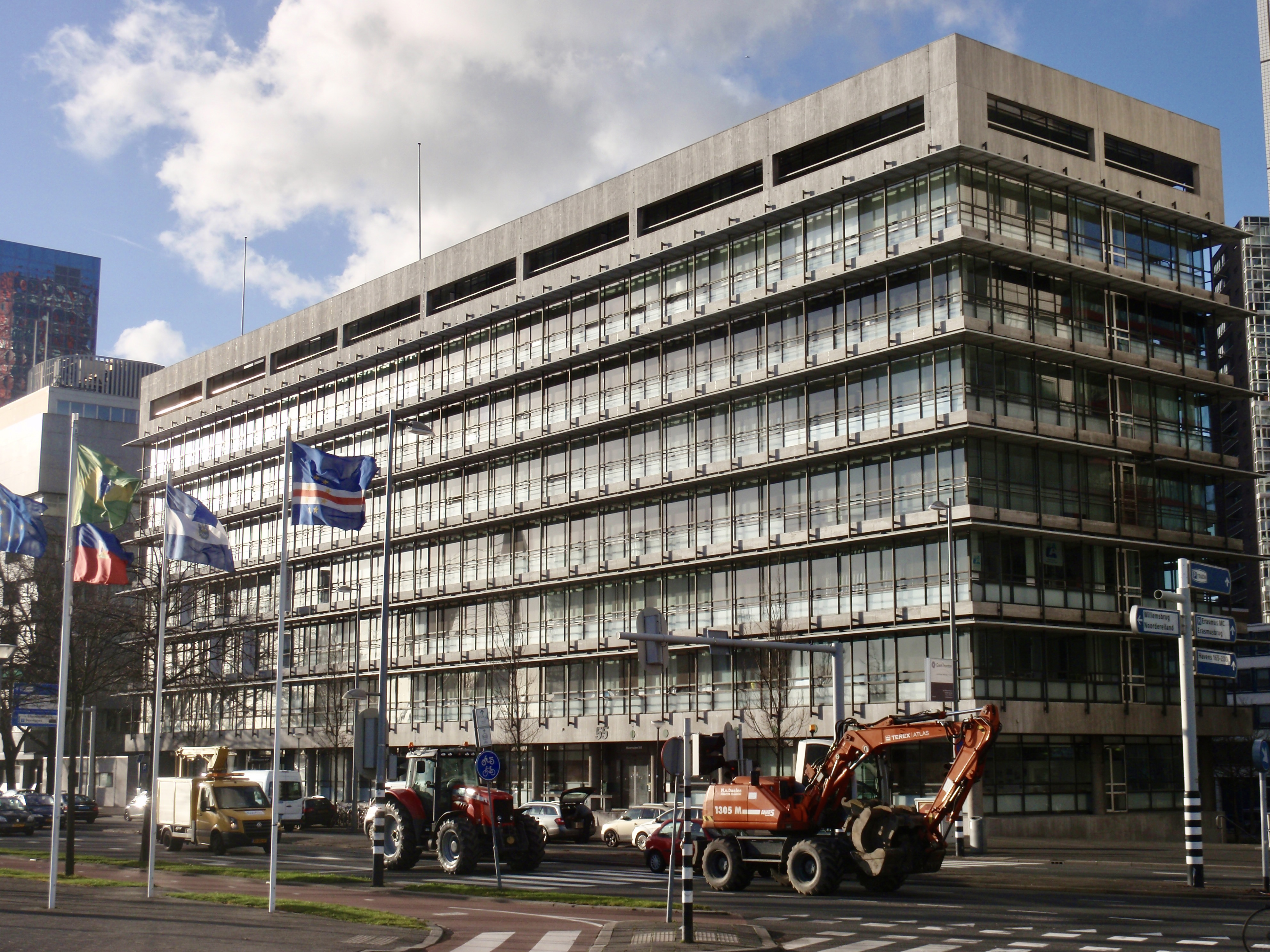
Het gesloopte kantoorgebouw van Erasmus Verzekeringen